# Isabella Stuart
Isabella Stuart (Scozia, 1426 – Vannes, 13 ottobre 1494) è stata una principessa scozzese e duchessa consorte di Bretagna.

## Biografia
Era la secondogenita del re Giacomo I di Scozia, e di sua moglie, Giovanna Beaufort.

## Matrimonio
Fu detto che era più bella di sua sorella maggiore Margherita, che sposò il Delfino di Francia, e che Giovanni VI di Bretagna propose di farla sposare a suo figlio Francesco, così mandò degli ambasciatori in Scozia per segnalare una descrizione della principessa scozzese. Gli ambasciatori la descrissero come una bella giovane e con un buon portamento.
Il matrimonio venne celebrato nel castello di Auray il 10 ottobre 1442, divenendone la seconda moglie. 
Dal matrimonio nacquero due figlie:
- Margherita (1443-1469), sposò il duca Francesco II di Bretagna;
- Maria (1444–1506), sposò Giovanni II visconte di Rohan e conte di Porhoët.

Alla morte del marito nel 1450, ci furono dei colloqui di far sposare Isabella a Carlo, principe di Viana, erede del controverso Regno di Navarra, ma questa proposta fallì a causa della disapprovazione di Carlo VII di Francia.

## Morte
Suo fratello Giacomo II fece sforzi vigorosi per convincerla a tornare in Scozia, dove sperava di organizzare un secondo matrimonio per lei. Isabella però rifiutò, dicendo che lei era felice e popolare in Bretagna ed era, in ogni caso, troppo debole per viaggiare e si lamentò che suo fratello non avesse mai pagato la dote. 
Isabella morì il 13 ottobre 1494. Fu sepolta nella Cattedrale di Vannes.

## Ascendenza
|                                    |                                            |                                  | Genitori                             |  |  | Nonni |  |  | Bisnonni             |  |  | Trisnonni      |  |
|                                    |                                            |                                  |                                      |  |  |       |  |  | Roberto II di Scozia |  |  | Walter Stewart |  |
|                                    |                                            |                                  |                                      |  |  |       |  |  | Roberto II di Scozia |  |  | Walter Stewart |  |
|                                    |                                            | Marjorie Bruce                   |                                      |  |  |       |  |  | Roberto II di Scozia |  |  |                |  |
| Roberto III di Scozia              |                                            |                                  |                                      |  |  |       |  |  | Roberto II di Scozia |  |  |                |  |
|                                    |                                            | Elizabeth Mure                   | Sir Adam Mure                        |  |  |       |  |  |                      |  |  |                |  |
|                                    |                                            | Elizabeth Mure                   | Sir Adam Mure                        |  |  |       |  |  |                      |  |  |                |  |
|                                    |                                            | Elizabeth Mure                   | Joan Cunningham                      |  |  |       |  |  |                      |  |  |                |  |
| Giacomo I di Scozia                |                                            | Elizabeth Mure                   |                                      |  |  |       |  |  |                      |  |  |                |  |
|                                    |                                            | John Drummond di Lennox          | …                                    |  |  |       |  |  |                      |  |  |                |  |
|                                    |                                            | John Drummond di Lennox          | …                                    |  |  |       |  |  |                      |  |  |                |  |
|                                    |                                            | John Drummond di Lennox          | …                                    |  |  |       |  |  |                      |  |  |                |  |
| Annabella Drummond                 |                                            | John Drummond di Lennox          |                                      |  |  |       |  |  |                      |  |  |                |  |
|                                    |                                            | Mary di Montifex                 | Sir William Montifex                 |  |  |       |  |  |                      |  |  |                |  |
|                                    |                                            | Mary di Montifex                 | Sir William Montifex                 |  |  |       |  |  |                      |  |  |                |  |
|                                    |                                            | Mary di Montifex                 | …                                    |  |  |       |  |  |                      |  |  |                |  |
| Isabella Stuart                    |                                            | Mary di Montifex                 |                                      |  |  |       |  |  |                      |  |  |                |  |
|                                    | Giovanni Plantageneto, I duca di Lancaster | Edoardo III d'Inghilterra        |                                      |  |  |       |  |  |                      |  |  |                |  |
|                                    | Giovanni Plantageneto, I duca di Lancaster | Edoardo III d'Inghilterra        |                                      |  |  |       |  |  |                      |  |  |                |  |
|                                    | Giovanni Plantageneto, I duca di Lancaster | Filippa di Hainaut               |                                      |  |  |       |  |  |                      |  |  |                |  |
| John Beaufort, I conte di Somerset | Giovanni Plantageneto, I duca di Lancaster |                                  |                                      |  |  |       |  |  |                      |  |  |                |  |
|                                    |                                            | Katherine Swynford               | Payne De Roet                        |  |  |       |  |  |                      |  |  |                |  |
|                                    |                                            | Katherine Swynford               | Payne De Roet                        |  |  |       |  |  |                      |  |  |                |  |
|                                    |                                            | Katherine Swynford               | …                                    |  |  |       |  |  |                      |  |  |                |  |
| Giovanna Beaufort                  |                                            | Katherine Swynford               |                                      |  |  |       |  |  |                      |  |  |                |  |
|                                    |                                            | Thomas Holland, II conte di Kent | Thomas Holland, I conte di Kent      |  |  |       |  |  |                      |  |  |                |  |
|                                    |                                            | Thomas Holland, II conte di Kent | Thomas Holland, I conte di Kent      |  |  |       |  |  |                      |  |  |                |  |
|                                    |                                            | Thomas Holland, II conte di Kent | Giovanna di Kent                     |  |  |       |  |  |                      |  |  |                |  |
| Margaret Holland                   |                                            | Thomas Holland, II conte di Kent |                                      |  |  |       |  |  |                      |  |  |                |  |
|                                    |                                            | Alice FitzAlan                   | Richard FitzAlan, X conte di Arundel |  |  |       |  |  |                      |  |  |                |  |
|                                    |                                            | Alice FitzAlan                   | Richard FitzAlan, X conte di Arundel |  |  |       |  |  |                      |  |  |                |  |
|                                    |                                            | Alice FitzAlan                   | Eleonora di Lancaster                |  |  |       |  |  |                      |  |  |                |  |
|                                    |                                            | Alice FitzAlan                   |                                      |  |  |       |  |  |                      |  |  |                |  |